# 伊勢大井站
伊勢大井站（日语：／ Ise-ōi eki */?）是位於三重縣津市一志町井生，東海旅客鐵道（JR東海）的名松線車站。

## 歷史
- 1938年（昭和13年）1月20日 - 國鐵車站啟用[1]。當時為旅客車站。
  - 當初，參宮線津至山田之間以及名松線各站的乘客可使用此站。
- 1947年（昭和22年）10月1日 - 廢除乘客上落制限，此站開設起卸行李業務[2]。
- 1951年（昭和26年）12月15日 - 終止起卸行李業務[3]。
- 1987年（昭和62年）4月1日 - 伴隨國鐵分割民營化，車站由東海旅客鐵道（JR東海）營運[1]。

## 車站構造
車站是一座地面車站，設有1面1線的單式月台。月台位於路軌南邊。
此站是由松阪站管理的無人車站。此站沒有車站大樓，月台上設有候車室。

## 利用狀況
根據「三重縣統計書」，以下為1日平均乘車人次列表：
| 年度   | 1日平均 乘車人次 |
| ------ | ---------------- |
| 1998年 | 10               |
| 1999年 | 11               |
| 2000年 | 12               |
| 2001年 | 12               |
| 2002年 | 11               |
| 2003年 | 10               |
| 2004年 | 9                |
| 2005年 | 11               |
| 2006年 | 12               |
| 2007年 | 11               |
| 2008年 | 13               |
| 2009年 | 9                |
| 2010年 | 9                |
| 2011年 | 11               |
| 2012年 | 12               |
| 2013年 | 10               |
| 2014年 | 8                |
| 2015年 | 7                |
| 2016年 | 8                |
| 2017年 | 7                |
| 2018年 | 8                |
| 2019年 | 8                |

## 車站周邊
- 伊勢中川鄉村俱樂部

## 巴士路線
- 三重交通上井生巴士站
  - 12系統 竹原
  - 12系統 久居站（經高野團地）

## 相鄰車站
東海旅客鐵道（JR東海）
名松線
井關－伊勢大井－伊勢川口

## 注腳
1. 1 2 3  曾根悟（日语：曽根悟）（監修）. 朝日新聞出版分冊百科編集部（編集） , 编. . 週刊朝日百科. 25号 紀勢本線・参宮線・名松線. 朝日新聞出版. 2010-01-10: 26-27 （日语）.
2. ↑  「運輸省告示第248号」『官報』1947年9月27日（國立國會圖書館數碼化收藏）
3. ↑  「日本国有鉄道公示第307号」『官報』1951年11月30日（國立國會圖書館數碼化收藏）
4. ↑  三重県統計書 （页面存档备份，存于） - 三重県